# Simeón el yemenita
Simeón el yemenita (en hebreo: שמעון התֵּימָנִי, en árabe: سمعان اليمني) o  Simeón de Timna ( שמעון התִּימְנִי, سمعان البديل,80-120) fue un rabino taná probablemente yemenita activo en Judea considerado uno de los pensadores judíos más importantes antes de la Rebelión de Bar Kojba.
Fue discípulo de Joshua ben Hananiah, Akiva ben Iosef o del rabino Tarfón, entre otros.
Estudiaba regularmente con Judá ben Baba y sus enseñanzas registradas en la Mishná y la Baraita se refieren generalmente a la halajá, pocas a la hagadá. Tuvo un papel importante en el sanedrín de Yavne y dominaba 70 idiomas